# Mišljenje (stručno djelo)
Mišljenje, vrsta stručnog djela. Naručitelj mišljenja odnosno ciljana publika želi se informirati o nečemu, kako nešto riješiti ili kombinirano od te dvije situacije. Nužni dio mišljenja je opis činjeničnog stanja na osnovi kojeg se izrađuje mišljenje. U pravu je poznat pojam pravnog mišljenja, izdvojenog (odvojenog) mišljenja.
Mišljenje je instrument kojim se ciljanom čitateljstvu omogućuje dati neobvezujuću izjavu bez nametanja ikakve pravne obveze onima kojima je upućeno. Mišljenje nije obvezujuće, kao Mišljenje Europske unije.